# Cargolade

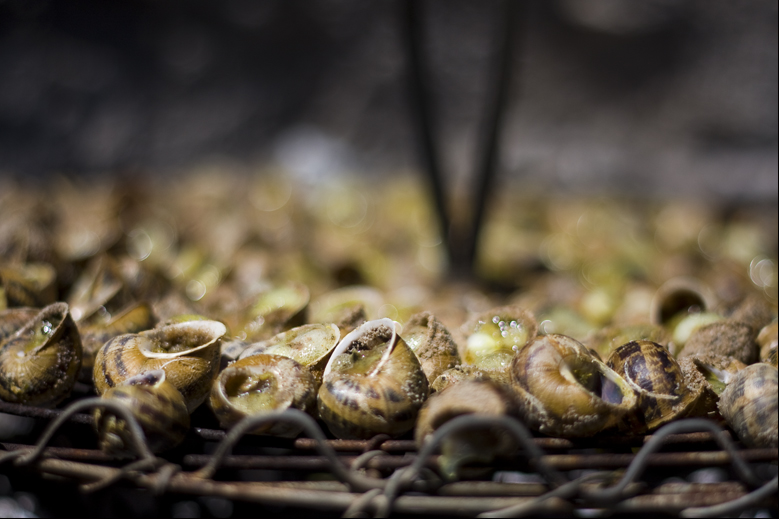
Cargolade en pays catalan.

La cargolade , en catalan cargolada, est un plat typique catalan.
Il se présente sous la forme d'escargots petit-gris (Helix aspersa) grillés dans leur coquille, avec sel, poivre, ou saindoux et herbes. La recette est fort simple, elle consiste à laisser baver les escargots sur une grille, pendant la cuisson au feu de bois. Quand ceux-ci ne bavent plus, le plat est cuit.
Il s'agit surtout durant toute la cuisson de remplir les coquilles avec du lard fondu.
Ce plat se déguste avec de l'aïoli et un vin du pays. Traditionnellement, la cargolade se mange debout.

## Festivités
La ville de Bompas dans les Pyrénées-Orientales organise une fête de l'escargot chaque année fin juillet où sont cuisinés plus de 160 000 gastéropodes.

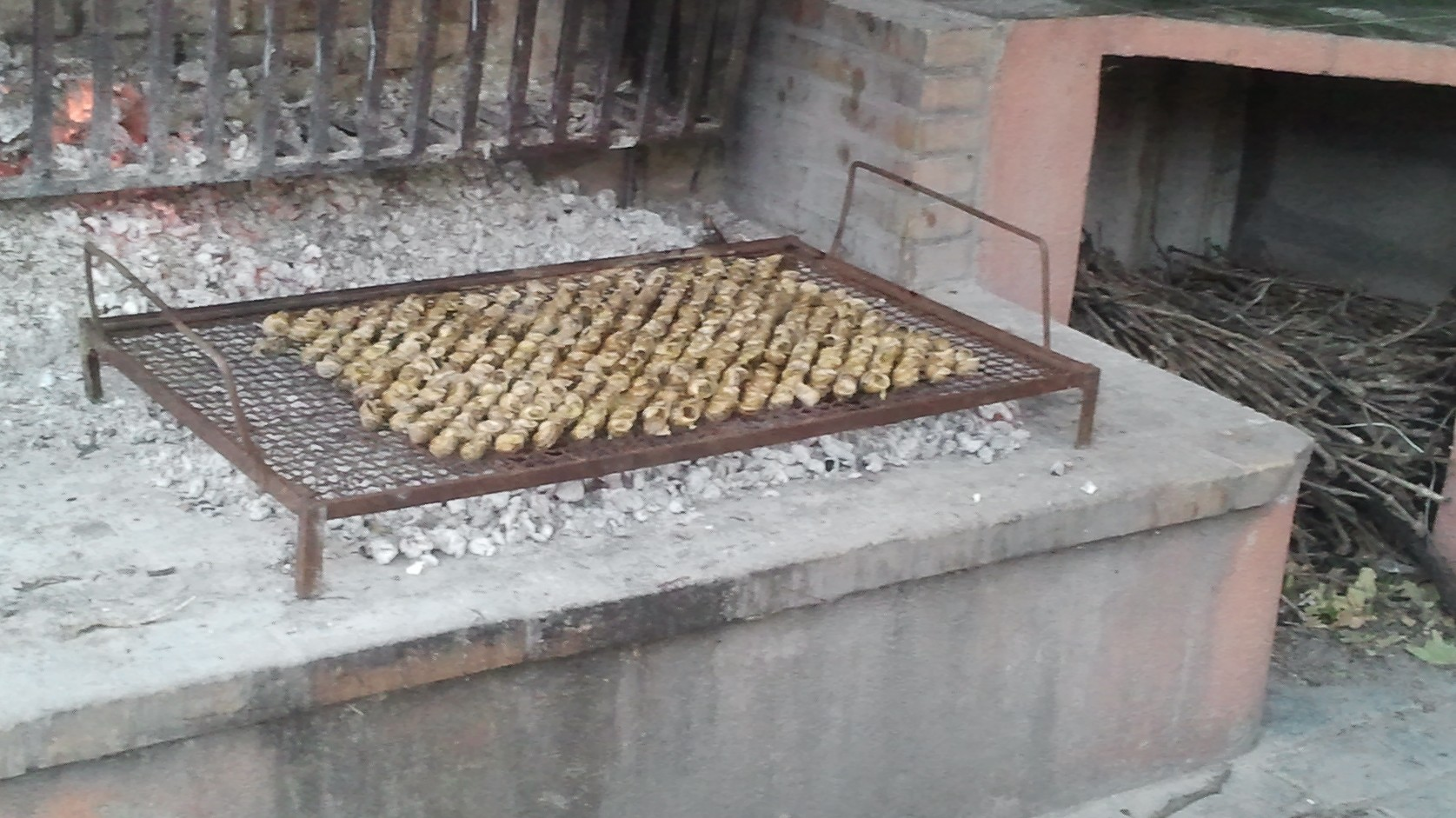
Une cargolade dans les Pyrénées-Orientales.